# 가메라 3 - 가메라 대 가오스
가메라 3 - 가메라 대 가오스(大怪獣空中戦 ガメラ対ギャオス, Gamera Vs. Gaos)는 일본에서 제작된 유아사 노리아키 감독의 1967년 SF 영화이다. 혼고 코지로 등이 주연으로 출연하였고 나가타 히데마사 등이 제작에 참여하였다.

## 출연

### 주연
- 혼고 코지로
- 우에다 키치지로

### 조연
- Taro Marui